# Chrysopogon perlaxus
Chrysopogon perlaxus är en gräsart som beskrevs av Norman Loftus Bor. Chrysopogon perlaxus ingår i släktet Chrysopogon och familjen gräs. Inga underarter finns listade i Catalogue of Life.